# Phrynetopsis thomensis
Phrynetopsis thomensis là một loài bọ cánh cứng trong họ Cerambycidae.